# Manzana de las Luces

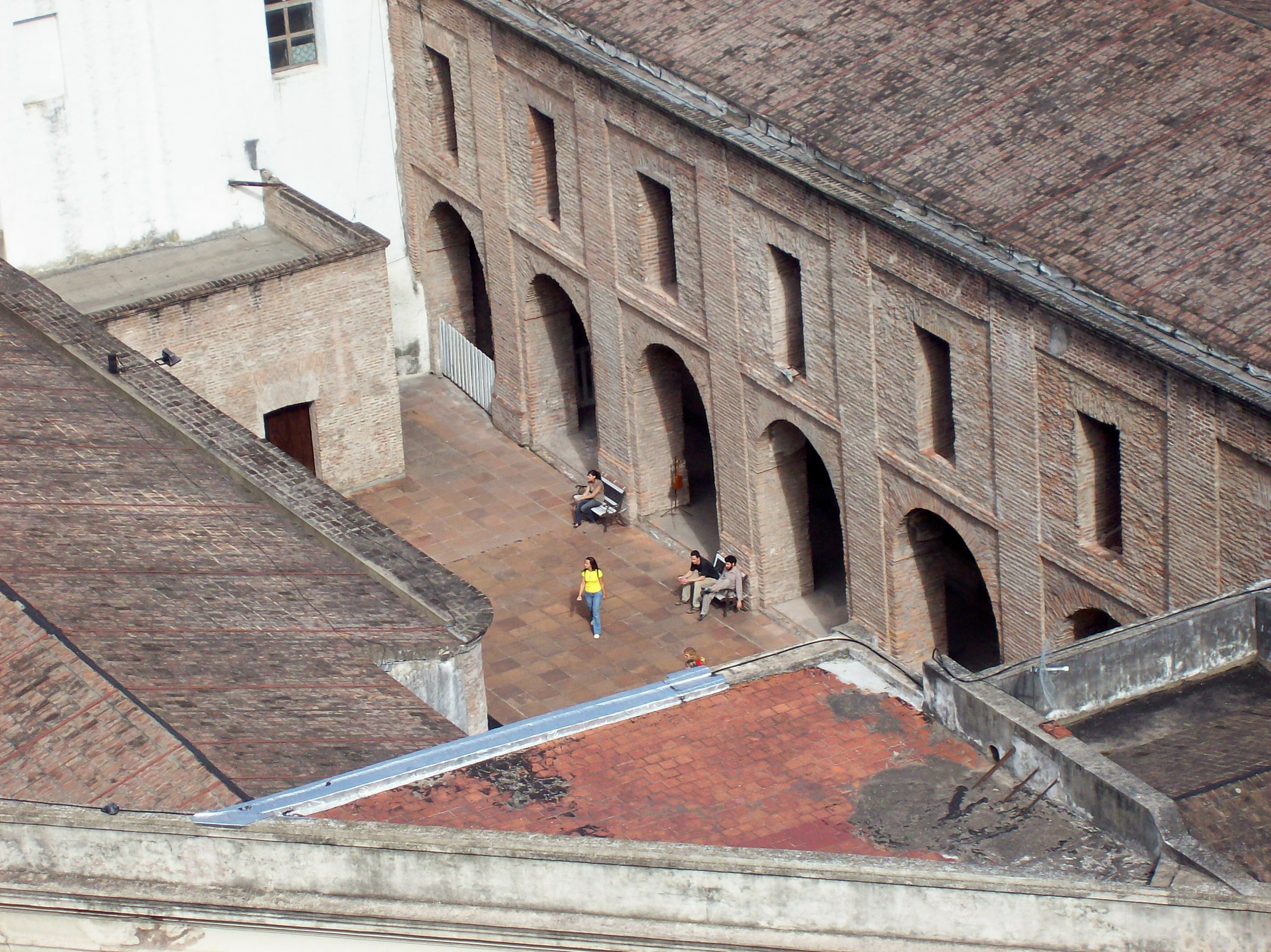
Manzana de las Luces: vista de su patio interior.

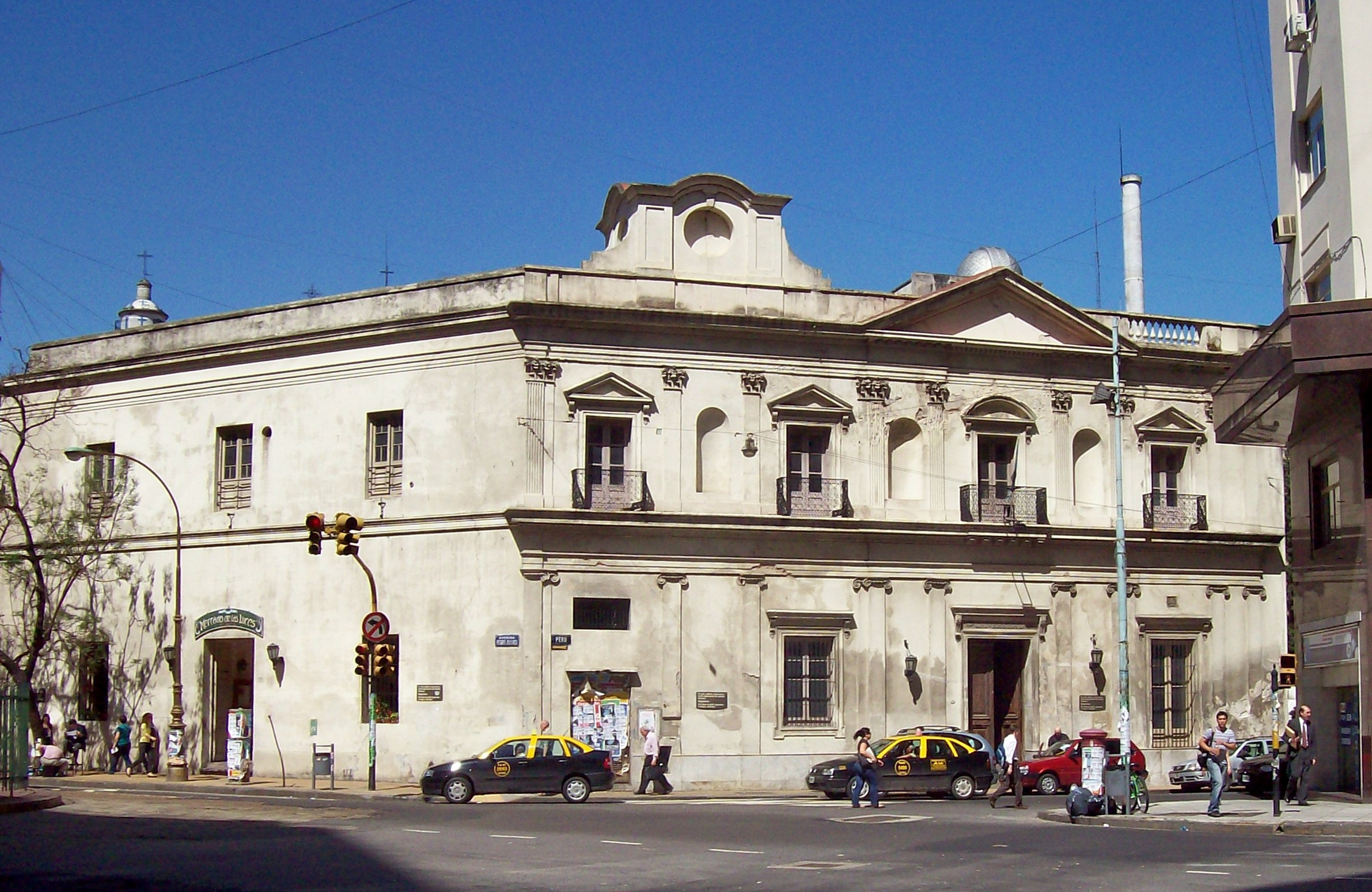
Esquina noroeste, intersección de las calles Perú, Alsina y Julio A. Roca.

La Manzana de las Luces es una manzana histórica de la ciudad Autónoma de Buenos Aires, que se encuentra rodeada por las calles Bolívar, Moreno, Alsina, avenida Julio A. Roca (Diagonal Sur) y Perú (esta última continuación de la peatonal calle Florida). En ella están ubicados el colegio Nacional de Buenos Aires, la iglesia de San Ignacio, el antiguo edificio de la Universidad de Buenos Aires y otros edificios históricos. Ha sido bautizada de esa forma por el periódico El Argos el 1 de septiembre de 1821, debido a las instituciones intelectuales que allí se encontraban instaladas.
En 1942 fueron designados como Monumento Histórico la iglesia de San Ignacio y la Sala de la Antigua Junta de Representantes. En 1943, el Colegio Nacional de Buenos Aires fue designado Lugar Histórico. En 1981 la designación de Monumento Histórico se extendió a las ex-Procuradurías Jesuíticas (Perú 272 y Alsina) y a las ex-Residencias Jesuíticas (Perú 272/94 y Moreno). En ese mismo año, todo el conjunto comprendido entre las calles Moreno, Perú, Alsina y Bolívar fue declarado Lugar Histórico.

## Origen del nombre
El periódico El Argos, de Buenos Aires, el 1 de septiembre de 1821, propuso que Manzana de las Luces, o cualquier otro título que signifique lo mismo, debía dárselo a la manzana en que estaba situado el famoso "Templo de San Ignacio”, en una nota que enumeraba las instituciones que funcionaban en el predio y que con los años sumarían 44. Dicho nombre es el utilizado hasta hoy en día.

## Historia

### Época jesuítica

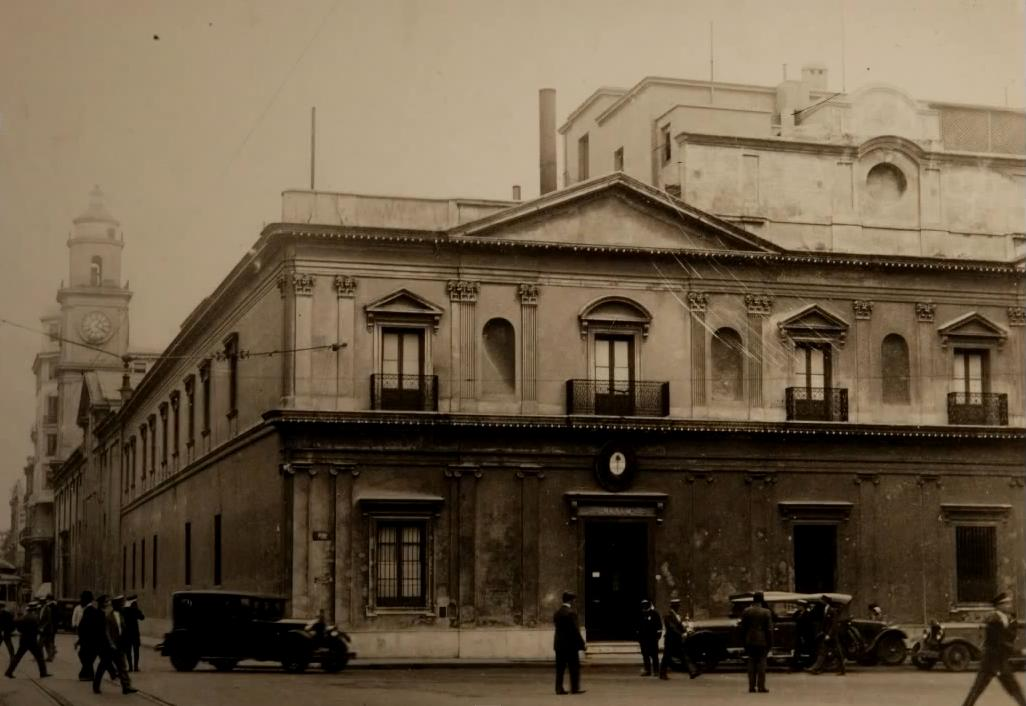
Aspecto original del edificio completo, con la fachada italiana de Charles Pellegrini, antes de la Diagonal Sur.

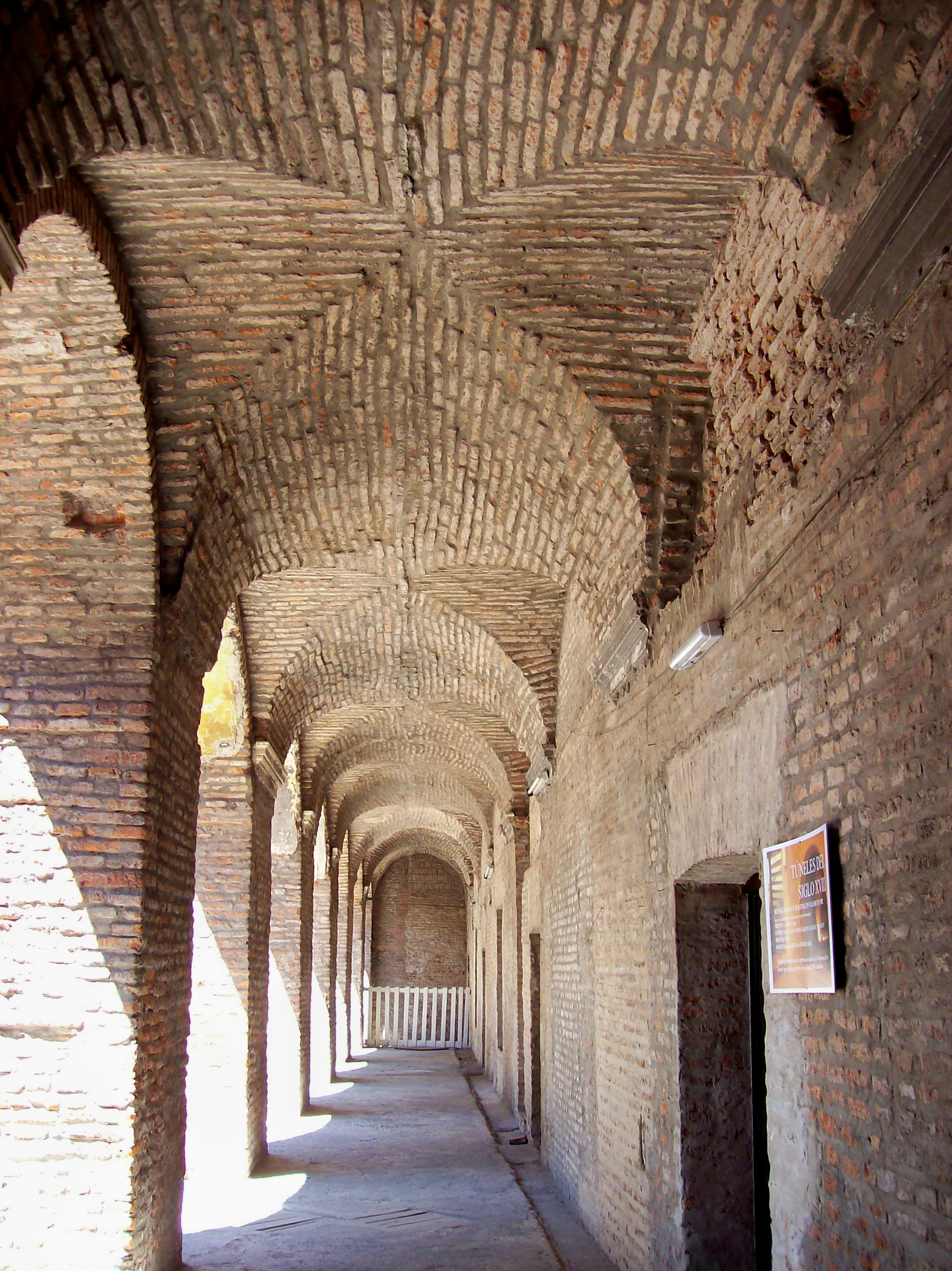
Techo abovedado.

La primera misión jesuítica llegó a Buenos Aires en 1608, estableciéndose en lo que actualmente es la mitad oriental de la actual plaza de Mayo, llamada plaza de la Victoria, junto al Fuerte de Buenos Aires. Pero en 1661 se temían ataques de corsarios a la ciudad, y por motivos estratégicos, los jesuitas debían trasladarse. Fue entonces cuando Isabel de Carvajal, viuda y sin hijos, donó el solar ubicado entre las actuales calles de Perú, Bolívar, Alsina y Moreno para que se establecieran en él.
La construcción de la iglesia de San Ignacio comenzó en 1686, según los planos del arquitecto Juan Kraus S.J. Al morir Kraus, otros arquitectos jesuitas europeos se encargaron de las obras, siendo inaugurada en 1722 y consagrada en 1734. Esas paredes están hechas a mano y compuestas por ladrillos y adobe.
El 20 de agosto de 1662 decide trasladarse a la manzana el colegio de San Ignacio, que se encontraba provisionalmente en otro edificio. En 1710 el arquitecto Kraus diseña el claustro del colegio e inicia la obra, terminada en 1729. Cumpliendo lo ordenado por la Real Cédula de Expulsión, dada por Carlos III de España, la Compañía de Jesús debió alejarse de Buenos Aires el 3 de julio de 1767, por lo que en 1772 se inaugura el Real Colegio de San Carlos, rebautizado en 1783 como Colegio Convictorio Carolino, donde en la actualidad funciona el Colegio Nacional de Buenos Aires.
En 1730, los jesuitas también construyeron la Procuraduría de las Misiones, en la actual esquina de Perú y Alsina, cuyos planos son atribuidos al arquitecto jesuita Juan Bautista Prímoli. La Procuraduría se encargaba de administrar los beneficios comerciales que tenía la Misión, así también el alojamiento de los indígenas de las reducciones que venían para realizar diferentes tareas. En el edificio había una escuela y la botica o farmacia, ubicadas en el sector norte, así como depósitos y aposentos, ubicados en los sectores oeste y sur.

### Época del Virreinato

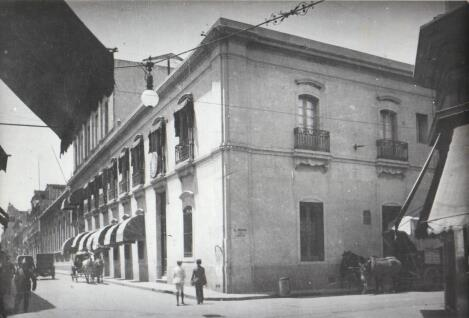
Casas de alquiler construidas hacia 1782 en Moreno esquina Perú.

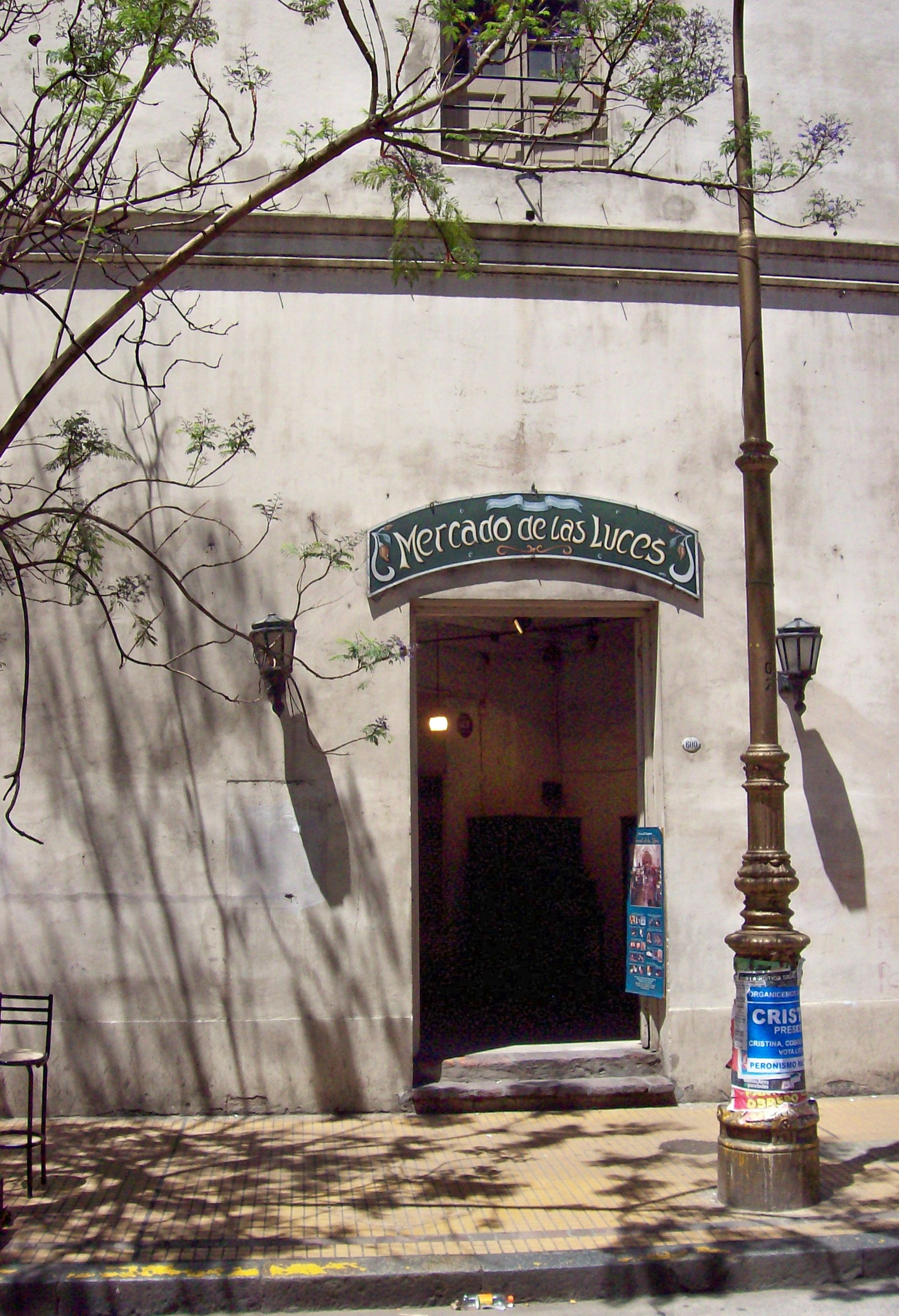
Entrada al mercado de artesanos.

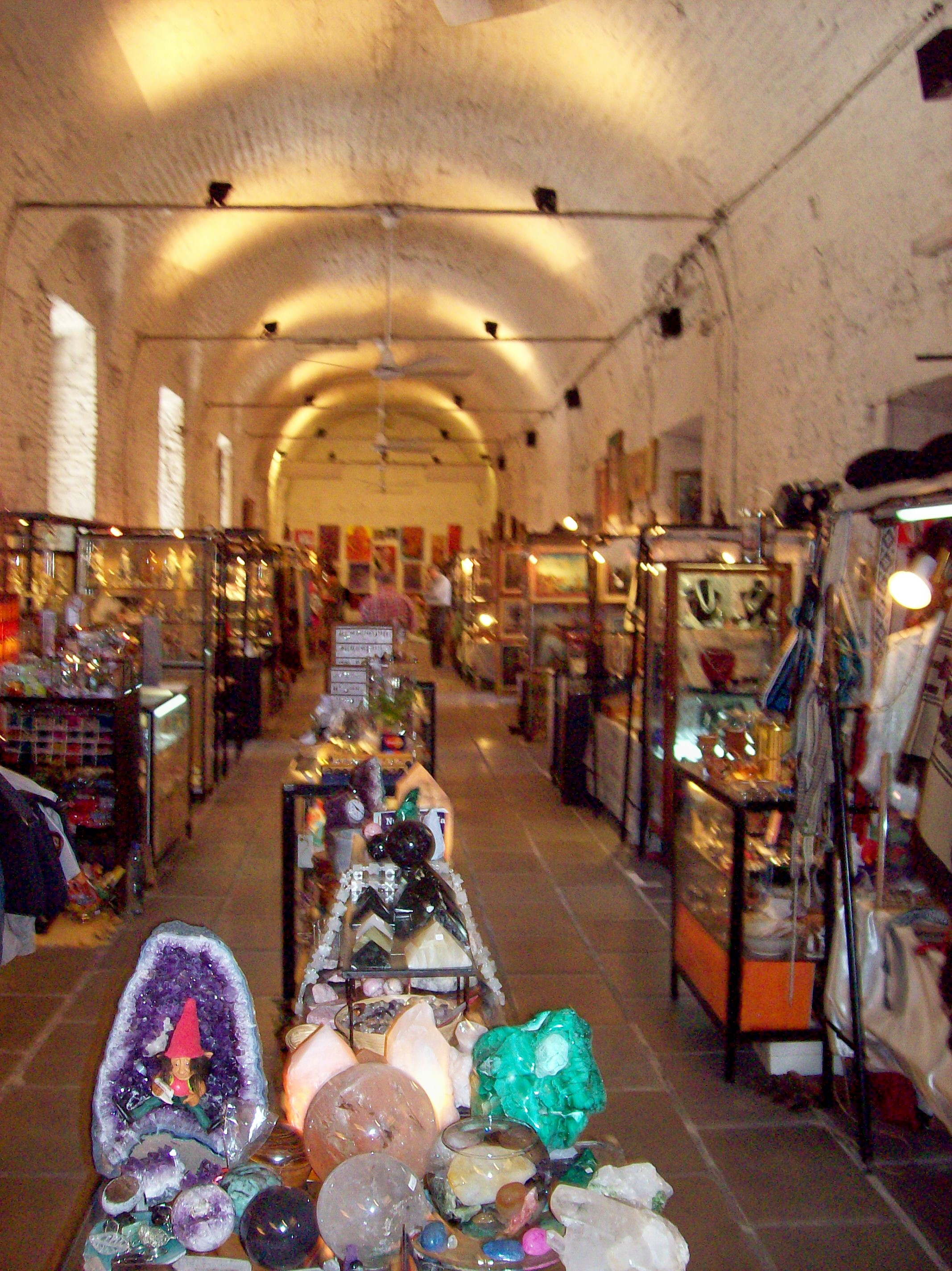
Interior del mercado de artesanos.

Debido a la ya citada orden dada por Carlos III, los jesuitas se retiraron en 1767, pero durante la época del virreinato también se realizaron construcciones. En lo que era la ranchería del colegio, frente a la Manzana, se construyó el primer teatro de Buenos Aires, dándole un gran impulso cultural a la ciudad. Usando algunas aulas del antiguo colegio se inauguró el Real Colegio San Carlos, comenzó a funcionar la Real Imprenta de Niños Expósitos, se fundó el Protomedicato en el sector de la ex-Procuraduría jesuítica y en la vieja huerta del colegio se construyeron cinco casas de alquiler.

El Tribunal del Protomedicato fue puesto en funcionamiento en el virreinato en 1780, y la sede del tribunal fue la antigua Procuraduría de las Misiones.

Las casas de alquiler fueron construidas en la antigua huerta del colegio, en la esquina de las calles Perú y Moreno. Su construcción estuvo a cargo del arquitecto portugués José Custodio de Sáa y Faría y comenzó en 1782. En los bajos de esas casas el virrey ordenó la construcción de treinta y cuatro calabozos para alojar a los sublevados de Oruro. A lo largo del siglo XIX, esos edificios fueron sede de: Archivo General, del Tribunal de Cuentas, de la biblioteca pública, de la Administración de la Vacuna, del Departamento de Escuelas, del Departamento Topográfico, del Banco de la Provincia de Buenos Aires, del Juzgado de Comercio, de la Escribanía General de Gobierno, de la Aduana de Buenos Aires, del diario "La Prensa", del Concejo Deliberante de la Ciudad de Buenos Aires, de la Academia Nacional de la Historia, y de las Facultades de Ciencias Exactas y de Arquitectura de la Universidad de Buenos Aires.
La Real Imprenta de Niños Expósitos se llamó así porque parte de las ganancias se utilizaban para ayudar a la Casa de Niños Expósitos. En 1780 el virrey Juan José de Vértiz y Salcedo instaló la imprenta en la intersección de las actuales calles Perú y Moreno, pero fue mudada en 1783 a la esquina de Perú y Alsina, donde funcionó por más de cuarenta años.

### Época independiente
El Regimiento de Patricios tuvo su cuartel provisional en un sector del Colegio Convictorio Carolino, ubicado en la manzana. Fue aquí donde se atrincheraron en el llamado motín de las trenzas, en contra de las disposiciones de su comandante Manuel Belgrano, en 1811.

El 16 de marzo de 1812 abrió sus puertas la biblioteca pública, en la esquina de las calles Moreno y Perú. Su creación fue la primera medida de carácter cultural que tomó la primera Junta, el 7 de septiembre de 1810. Los libros que se utilizarían serían los mismos que poseía el Colegio de San Carlos, agregándose entre otros los donados por el obispo Azamor y Ramírez.

Entre 1820 y 1854 fue sede de la Junta de Representantes de Buenos Aires, también conocida como Sala de Representantes, fue un organismo de gobierno que funcionó en la provincia de Buenos Aires y reemplazó al cabildo de la ciudad de la Santísima Trinidad y Puerto de Nuestra Señora del Buen Ayre. 
El 12 de agosto de 1821 se fundó la universidad de Buenos Aires en la iglesia San Ignacio. El lugar donde funcionaría era las instalaciones de la antigua Procuraduría, en la intersección de las calles Perú y Alsina. El 28 de agosto de ese mismo año se fundó el Archivo General de la Provincia de Buenos Aires que se instaló en la manzana. El 29 de agosto de 1884 se le cambió el nombre a la entidad por Archivo General de la Nación, que funcionó en el mismo lugar durante varios años.
Esta manzana fue también el lugar donde se instaló por primera vez el Banco de la Provincia de Buenos Aires. Las actividades de la institución comenzaron el 6 de septiembre de 1822 en una de las casas redituantes de la manzana, hasta que fue mudado en 1827 a su actual predio.
En esta manzana ha funcionado también el Museo Público de Buenos Aires. En 1854 se lo trasladó desde el Convento de Santo Domingo a la ex Procuraduría de las Misiones, en donde ocupaba cuatro salas. El museo tuvo directores como Carlos Germán Burmeister, Carlos Berg, Florentino Ameghino y Ángel Gallardo. 
Por el solar del colegio de San Ignacio pasaron varias instituciones educativas, no sólo en el período del virreinato sino también en el de la independencia. En 1817 Juan Martín de Pueyrredón organizó el Colegio de la Unión del Sud, que se inauguraría un año más tarde en esas instalaciones. Luego en 1823 se transformó en el colegio de Ciencias Morales, institución en la que estudiaron Esteban Echeverría, Vicente López, Juan María Gutiérrez, Miguel Cané (padre), José Mármol, Félix Frías, Marcos Paz y Juan Bautista Alberdi. Durante el gobierno de Juan Manuel de Rosas el colegio fue entregado a un grupo de clérigos jesuitas, y la institución pasó a llamarse Colegio de San Ignacio. Tras la expulsión de los jesuitas, acusados de conspirar contra el gobierno, el colegio pasó a llamarse Colegio Republicano Federal. Tras la batalla de Caseros se instaló allí un cuartel, y luego el Colegio Eclesiástico. 
La Sala de Representantes fue construida en 1821, en la esquina de Moreno y Perú. La obra fue dirigida por el arquitecto Próspero Catelin y se ubicaba en una de las casas redituantes. Allí funcionó la Legislatura Provincial desde 1822 a 1884, salvo dos años y medio. También funcionó el Congreso General Constituyente de 1824 a 1827, el Congreso Nacional en esa misma fecha y de 1862 a 1864, el Congreso Constituyente Provincial de 1854 y las Convenciones Provinciales de 1860 y 1870.

### Época republicana
El 14 de marzo de 1863, el primer presidente nacional Bartolomé Mitre otorgó mediante un decreto, el nombre definitivo al Colegio Nacional de Buenos Aires. Desde entonces pasó, además, a ser propiedad del Estado. Mientras, la universidad instalaba sus nuevas facultades en los antiguos edificios jesuíticos. El ingeniero Charles Pellegrini ejecutó una remodelación total de la fachada virreinal, agregándole frontis, columnas corintias y nichos, junto con la ampliación de las instalaciones, manteniéndose con ese aspecto italiano hasta nuestros días. 
El Consejo Deliberante de Buenos Aires sesionó en la antigua Cámara de Representantes desde 1894 a 1931, y el auditorio luego fue utilizada como Aula Magna de la Facultad de Arquitectura y Urbanismo hasta que se trasladó en 1972.
La Academia Nacional de la Historia, entonces llamada Junta de Historia y Numismática Americana, funcionó en el edificio del Archivo General de la Nación desde el 4 de septiembre de 1904 hasta 1906, fecha en la que se mudó junto con el Archivo al edificio del antiguo Congreso Nacional.
En los primeros años del siglo XX, el viejo edificio virreinal del colegio de San Ignacio fue demolido (con excepción de una galería del claustro bajo que está situado en forma paralela a la iglesia) por etapas. En 1910 se iniciaron las obras de construcción del nuevo edificio, que es de estilo neoclásico francés, según proyecto del arquitecto Norbert Maillart. La inauguración oficial estuvo a cargo del presidente Roberto M. Ortiz, el 21 de mayo de 1938.

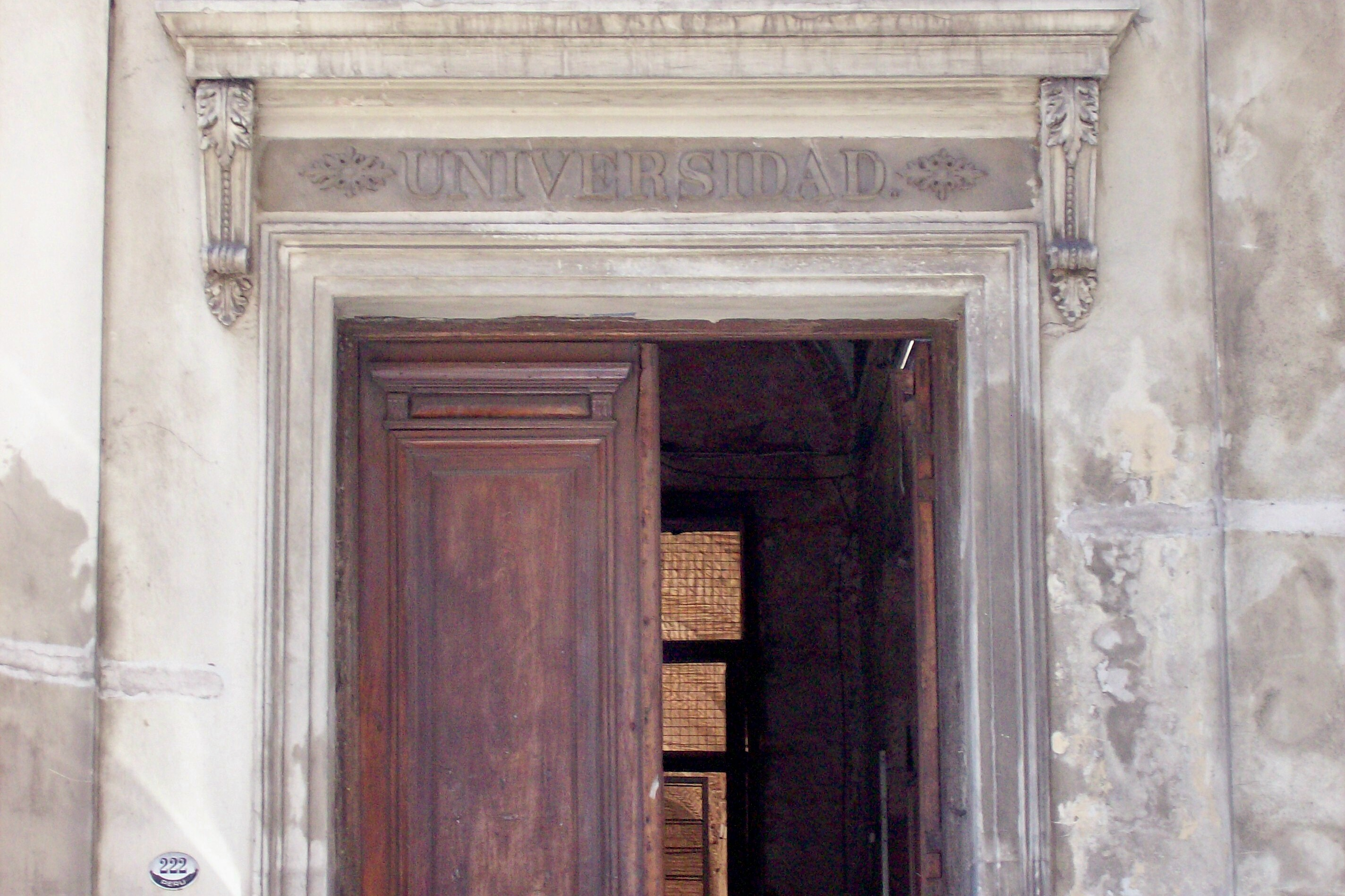
Puerta exterior (Perú n.º 222) de lo que fue una de las entradas a la facultad de Exactas y Arquitectura UBA.

En la calle Perú, se construyó al mismo tiempo un edificio proyectado en 1907 por Alejandro Christophersen y Pedro Coni para alojar la Facultad de Ciencias Exactas, Físicas y Naturales, que sería luego demolido cuando las últimas facultades que quedaban fueron trasladadas a la Ciudad Universitaria y la manzana pasó definitivamente a funcionar como museo histórico.
En 1937, el antiguo Museo Público fue trasladado a un predio en el parque Centenario, donde permanece en la actualidad pero con el nombre de Museo Argentino de Ciencias Naturales "Bernardino Rivadavia".
La esquina noroeste del edificio fue demolida a fines de la década de 1930 para permitir el trazado de la avenida Julio A. Roca, perdiendo uno de sus accesos y la simetría de su fachada.
Al transformarse en Museo en el año 1972, las autoridades decidieron derrumbar toda construcción que no fuera “auténtica” del conjunto de los jesuitas. Así, desaparecieron todas las ampliaciones que se habían construido para aulas de la Universidad, y se demolió totalmente uno de los edificios. Además, se despejaron los patios internos de los agregados hechos a lo largo del siglo para uso de las facultades y se intentó dejar en pie solamente lo que perteneciera al período virreinal.

## Túneles Virreinales
Una red de túneles surcaba gran parte del subsuelo de la antigua ciudad de Buenos Aires, la mayoría en delicado estado de conservación debido a que son parte de la concepción arquitectónica fundacional de la ciudad de 400 años de antigüedad. 
Consistían en una red inteligentemente concebida formada por dos túneles que corrían de sur a norte y uno de este a oeste. Originados en el siglo XVIII por ingenio de los sacerdotes jesuitas, su construcción fue motivada por varias razones.
El subsuelo de Buenos Aires presenta varios tipos de elementos, que a continuación se detallan, para que se identifiquen y no se confundan con túneles: 

### Antecedentes documentados de la existencia de los túneles
Hay un mapa que data de 1780, ordenado por el Virrey Juan del Pino, en el cual se señala en rosado las manzanas del centro de la ciudad, destacando edificios, monumentos y plazas, totalizando 45 manzanas las principales de la ciudad, y ya aparece delimitada la Manzana de las Luces en detalle el túnel o galería llamada A y su prolongación hacia el sur hacia la casa de Juan Manuel de Rosas (Moreno y Bolívar) y el extremo norte hacia el Cabildo. 
Este mapa da testimonio que los túneles fueron construidos a fines del siglo XVIII por los jesuitas antes de su expulsión. 

### Medios gráficos delsigloXIX
“He hallado en el Caras y Caretas del 21 de enero de 1899, el Nro. 16, cuando a esta publicación la dirigía nada menos que el famoso escritor Fray Mocho (José S. Álvarez) una noticia dentro de un artículo titulado ‘Portfolio de curiosidades (Antaño y hogaño)’, firmado por Fabio Carrizo, que transcribo:
“La casa de propiedad del señor Manuel Aguirre, en la esquina de Victoria y Bolívar, está edificada sobre el subterráneo – que aún subsiste – en que debió instalarse la inquisición en 1750.”
Se nombra a la Inquisición, a la institución encargada de resguardar la pureza de la creencia, que en ningún otro documento aparece relacionada con los misteriosos túneles.”1
La segunda mención de la existencia de túneles en Buenos Aires la dio la Gaceta Mercantil en su edición del 17 de abril de 1848, donde se menciona una galería subterránea que llevaba hasta el Hospital de Hombres que estaba ubicado en Humberto 1 casi esquina Balcarce, es decir, lindero a dos construcciones realizadas por los jesuitas la iglesia Nuestra Señora de Belén (llamada San Telmo) y una casa residencial y para ejercicios espirituales. En el mismo periódico se publica el 16 de mayo una comunicación del Jefe de Policía Don Juan Moreno al Juez Eustaquio J. Torres. Le informa del descubrimiento de construcciones existentes en el subsuelo de la ciudad y comenta acerca de una galería debajo de la calle Potosí (Alsina) que atravesaba la iglesia de San Ignacio hasta una de las casas propiedad de José María Coronel que anteriormente habían pertenecido a la Compañía de Jesús y que las usaban para ejercicios espirituales. 
Luego aparecieron cuatro artículos en el diario La Nación en agosto de 1909 con el título "Los subterráneos de Buenos Aires".
Tuvieron su origen en las tareas de saneamiento del subsuelo realizadas por la Asistencia Pública –organismo municipal responsable de la salud popular– en las manzanas ubicadas en torno de la iglesia de San Ignacio y los seculares conventos de San Francisco y de Santo Domingo.

## Arqueología delsigloXIX
En 1893 el arqueólogo Burmeister recorrió tramos de túneles y dejó alguna constancia de sus estudios en un plano. 
Por estas épocas se pensaba que estos túneles formaban una red que unía las iglesias, los edificios públicos y el Fuerte, que estaba de cara al Río de la Plata. 

## Arqueología delsigloXX
Durante la construcción en abril de 1912 de los cimientos para una sala de dibujo en el edificio de la Facultad de Ciencias Exactas, se produjo un hundimiento en el suelo a la altura de Perú al 200, se descubrió tramos de una red de túneles estudiados desde entonces por el arquitecto Héctor Greslebin. El arquitecto reunió toda la información sobre túneles en diversos medios gráficos, y estudió los escritos del arqueólogo alemán Carlos Germán Burmeister. 
Héctor Greslebin denominó a los tramos de túneles: A, B, C y D. 
El túnel B corta perpendicularmente al A, corre paralelamente al Patio de la Procuraduría y de ahí parte el túnel D con una entrada por Perú 208. 
Desde un punto del túnel D se desprende el túnel C que en un buen tramo corre paralelamente a la calle Perú hasta Moreno. 
Luego de estudiarlos un par de años, llegó a hacer un trazado, en principio basándose en los planos que dejó el ingeniero E. Topelberg en 1915, que figura con el número 261 en el Archivo de la Dirección General de Arquitectura, y sobre todo los destinos adonde conducían. Regresó a estudiar los tramos de túneles en 1918 acompañado por José Espinoza. 2 Utilizaba dos entradas, una que estaba bajo el Colegio Nacional y otra en los sótanos del Museo de Historia Natural que funcionaba en aquella época en Perú 208.

## Estructura de los túneles
Galerías talladas directamente en la tosca a golpes de pico, a tres o cuatro metros de profundidad, con piso nivelado, paredes verticales y coronamiento abovedado, medidas que van desde 0,90 a 1,60 m de ancho por 2 a 2,2 m de alto. 
Quedó claro que para la construcción de los túneles usaron brújulas, son visibles y reconocibles las direcciones seguidas por la puntura del pico. 
El túnel A arranca debajo del patio del colegio Máximo, atraviesa toda la iglesia de San Ignacio y desemboca en la calle Alsina. 
Bajo el patio, se realizaba el descenso por un plano inclinado en el ángulo suroeste, que da a una cámara rectangular, que fue una antigua bodega jesuítica, en sus paredes se aprecian nichos con las dimensiones de las pipas españolas, que descendían por dicho plano inclinado. Esta galería A desde la bodega hasta el extremo norte en la calle Alsina, mide 105, 40 m de longitud tomando en cuenta las sinuosidades de su desarrollo. 
La franca diferencia que muestra la galería A entre su porción sinuosa al sur y la recta al norte puede responder a un cambio de técnica o de constructor. 
La galería B que corre de este a oeste, corta casi perpendicularmente a la parte recta de la galería A, los que venían conservando sobre la galería B una sección de 2,26 m de altura por 1,75 m de ancho al encontrarse con esta galería A disminuyen la altura a 2,16 m por 1,57 m de ancho. 
Así, 
De sur a norte (Rivadavia a Moreno) unía Catedral, Protomedicato, San Ignacio y se pierde a la altura de Moreno al 500.
De oeste a este unía el Convento de San Francisco, Procuraduría de las Misiones, y Convento de Monjas Capuchinas (desde Defensa a Piedras) 
Un tramo corto va de Casa de Niños Espositos, Procuraduría de las Misiones, Casa de la Virreina (Belgrano y Perú) (demolida) (desde Alsina a Belgrano) 
En 1972, las demoliciones efectuadas en el Aula Magna de la Facultad de Ingeniería que estaba sobre el área de acceso o ventilación de los túneles descubiertos por esta razón. Esta área fue delimitada como “sitio de rescate” por los arquitectos intervinientes a la orden de Jorge Gazaneo. 
El 18 de noviembre de 1974 se hundió la esquina de Alsina y Bolívar dejando ver un tramo de túneles bajo San Ignacio en total 70 m de túnel.

## Usos
Defensa
- cavado en profundidad y con prolongaciones (chicote)
- Celadas, trazado laberíntico para evitar proyectiles, salidas falsas.

Contra esta teoría se pronunció Ruth Tiscornia, quien señala que si las obras se efectuaron para defender el puerto los gobernadores la habrían usado o aludido a ellos en sus planes estratégicos sin embargo no dejaron los virreyes ninguna información sobre los mismos y en 1806 cuando las invasiones inglesas no fueron utilizadas. Los bancos del río eran la mejor defensa de la ciudad y la autora cree que fueron hechos solamente para contrabando, pues apuntaban al Fuerte y a la Aduana. La ciudad no se interesó por los túneles desde la creación de la patria en 1810 hecho sumamente llamativo. 1
Comunicación
- - Iglesias, conventos y claustros, entre sí
- - Fuerte
- - Hospital de mujeres y el de hombres. El hospital de hombres estaba en Humberto Primo esquina Balcarce. El Hospital de Mujeres era la Asistencia Pública y funcionó desde 1774.
- - Procuraduría de Misiones

Comercio
- Puerto Santa María de los Buenos Ayres. Piratería, viajantes y otros.
- Almacenes con salida directa al río. Buenos Aires no podía comerciar con los puertos de ultramar, entonces recurrían al contrabando. Se sabe que esta actividad se había convertido en una formalidad en el Río de la Plata, y participaban de ella los comerciantes y las autoridades inclusive. Razones de contrabando: El contrabando en época virreinal no era considerado delito. Era el recurso que tenían los pobladores de Buenos Aires para satisfacer sus necesidades ya que la ciudad estaba privada del libre comercio con los puertos de ultramar. Los barcos que llegaban se quedaban para reparar sus cascos y descargaban temporalmente sus cajones que ponían en depósitos donde se sustituía en secreto la mercancía. La vía más rápida y segura para movilizarse eran los túneles.

Probabilidad de paso de esclavos o personas utilizadas para mano de obra barata, en época virreinal.
Casa de la virreina.
puesta en valor (1972-1982)
Desde los estudios realizados por el equipo de Jorge Gazaneo en 1972, se efectuaron cateos y diseños del futuro sitio a restaurar. Diez años después se realizó la tarea de consolidación y rescate de patrimonio. 
Así se visualizaron pisos y contrapisos superpuestos separados por un manto de materiales de demolición (cascote) y con testimonio de baldosas cuadradas de ladrillo y calcáreas con dibujos de época virreinal. Para llevar el control y registro de los hallazgos se trazó una malla topográfica de 5 x 5 m tomando como eje de partida una línea paralela al muro de la Procuraduría y a 0,25 m de la misma. 
Los pozos excavados entre 5,6 y 2,6 m permitieron evaluar lo siguiente: 
- 1- Que en el área propuesta para consolidar los tres ramales del sistema de túneles que convergen a la chimenea de ventilación o acceso se sobreponen distintos testimonios.
- 2- Que los testimonios coinciden con las trazas de muros construidos por los jesuitas que lindaban con un patio claustral hacia el este. La coincidencia de espesores y continuidad de las hiladas es total al igual que los materiales y mezcla usadas en la construcción.
- 3- Que dichos hallazgos, por su factura irregular, indican la función de cimientos y no fueron muros de locales subterráneos.
- 4- Que los cimientos perimetrales puestos de manifiesto han sido destruidos por obras de saneamiento posterior a la época virreinal, y hacia 1950 por la ubicación de una columna compuesta de perfiles normales.
- 5- Que se presentan idénticas razones de explicación a la interrupción de la continuidad del mismo muro donde la brecha existente coincide con los restos de una segunda columna de igual factura a la descripta.
- 6- Que el pozo vertical que liga a los tres túneles permite observar la existencia de un grueso cimiento interno paralelo al anterior y recibe la descarga de tres bóvedas, dos superiores bajo techo, y una a nivel del primer piso.

Los tres ramales de túneles: en el que parte hacia el sureste tiene tres inclusiones de mampostería, restos de zapatas1 construidas en el siglo XIX que lo obturan. El ramal que se dirige al este fue obturado por las obras del sector polígono de tiro del Nacional Buenos Aires y los semisótanos de la biblioteca de la Facultad de Ingeniería. El que se dirige al oeste de escasos metros es una obra inconclusa. 
En todos ellos se mantienen evidencias de la modalidad del trabajo y son legibles las marcas de zapa usada para perfilar la sección de la obra.
En cuanto al modo de trabajo y factura de detalles es una obra típica militar de la cual hay documentos desde el siglo XVI de la denominada “Escuela Italiana” de la que hicieron uso los reyes españoles. 
Cabe citar a Girolamo Maggi2 que escribió manuales sobre el tema de las defensas excavadas en tierra, inspiró a Sebastien Le Preste de Vauban3 cuya obra es clásica en materia de tratados militares para obras de defensa del siglo XVII. En nuestro país, Juan Martín de Pueyrredón conocía esta bibliografía y describe las técnicas de uso en defensa de una ciudad de llanura en cuadrícula, de una serie de recursos entre los que cita a túneles similares a los que estamos tratando. 
Así concluyeron que los cimientos llegan hasta los 3,4 m de profundidad hasta una cota de 4,5 m, y de túneles cuyo nivel de piso se ubica en cota de 5,6 m (6,4 m hipotética) 
Diseñaron una planta poligonal que parte del pozo vertical original usado como entrada de luz natural sobre los túneles. La planta se liga a la escalera de acceso.

## Instituto de Apoyo a la Actividad Cultural de la Manzana de las Luces
El Instituto de Apoyo a la Actividad Cultural de la Manzana de las Luces, fue creado en 1982 con el fin de colaborar con la Comisión Nacional de la Manzana de las Luces en el logro de sus objetivos, fue su Entidad Intermedia hasta el año 2016.

## Instituto de Investigaciones Históricas
Fue creado en 1977 para fomentar la investigación y divulgación de los hechos que acontecieron en el lugar. La Manzana existen testimonios arquitectónicos no sólo de diferentes instituciones nacionales y provinciales, sino también de instituciones que datan de los siglos XVII y XVIII. Los miembros del instituto creen que investigar la historia de la Manzana es recuperar el pasado de Buenos Aires.

## Actualidad

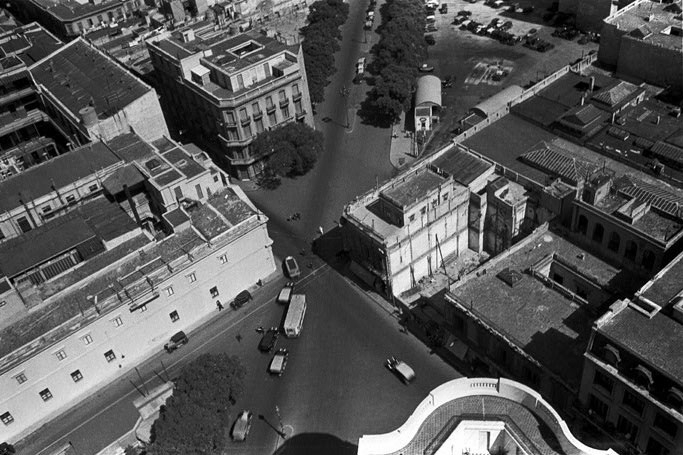
En 1936, a la izquierda se ve la Procuraduría completa, antes del Monumento a Roca y el demolido edificio de Ingeniería.

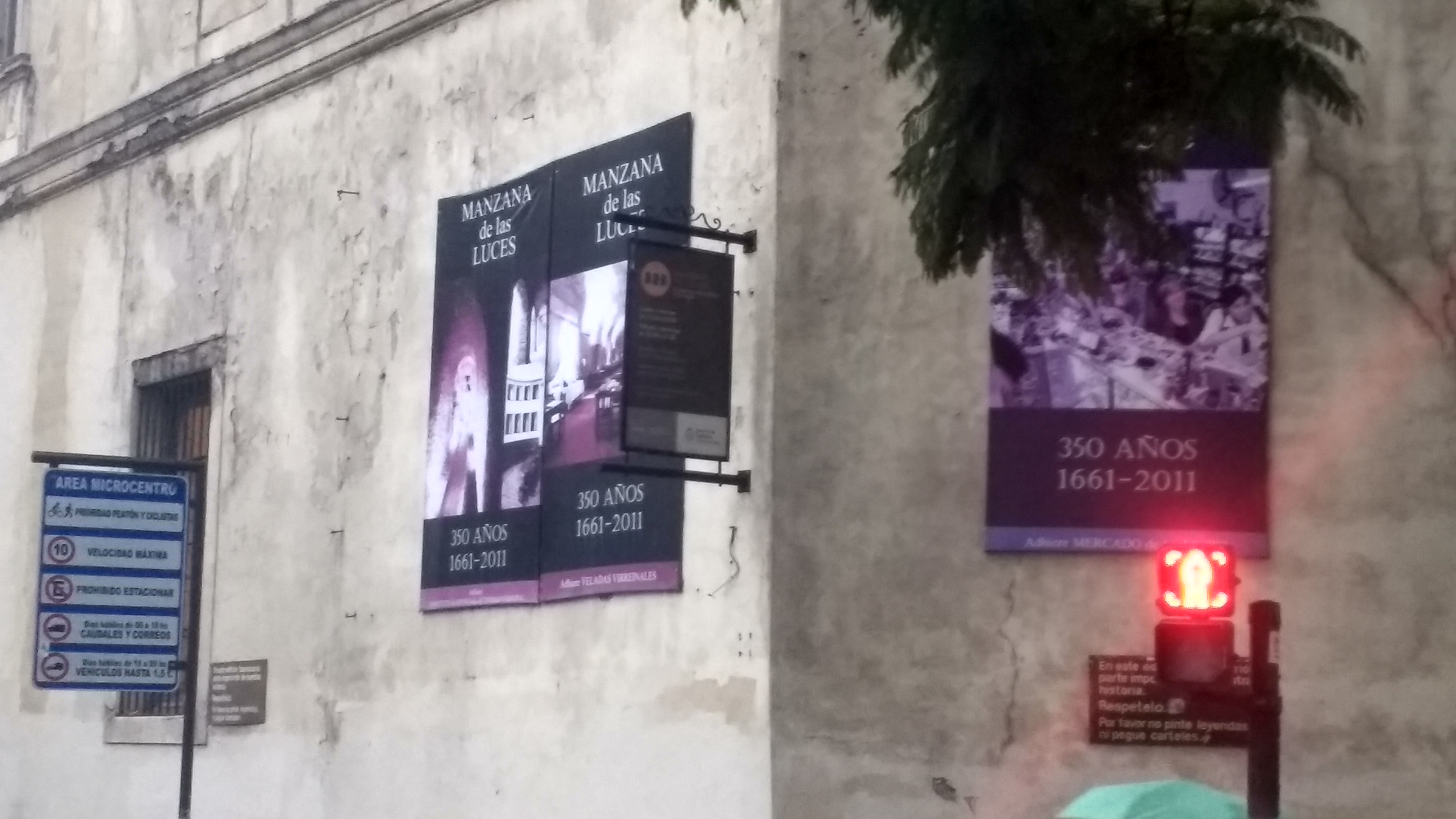
Imagen actual de la esquina de la Manzana de las Luces

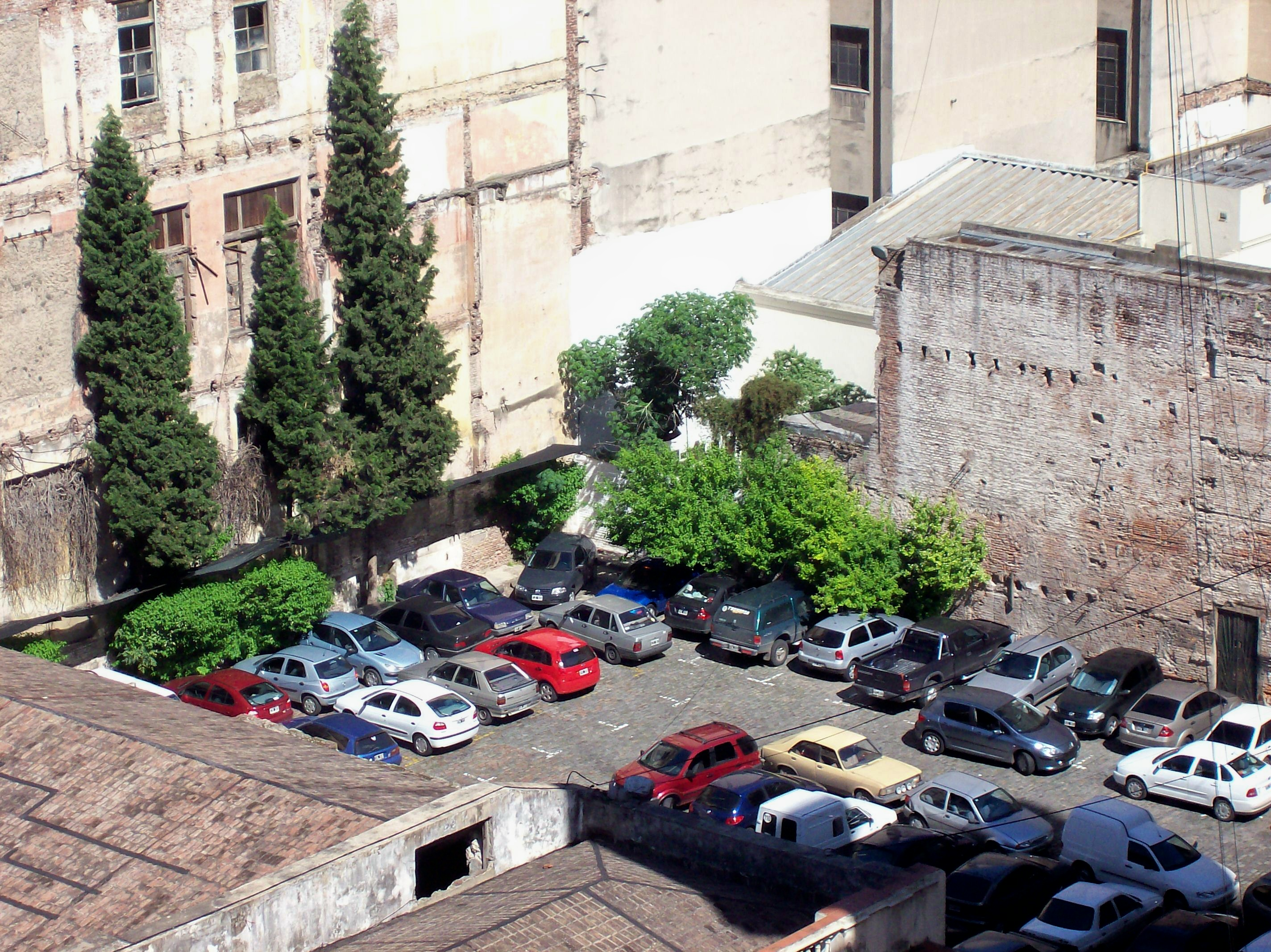
Lote demolido, antes Facultad de Ingeniería. Futura sede de la CNM y la CNP.

En la actualidad, la Manzana de las Luces es uno de los principales museos históricos del centro de Buenos Aires, y en el sector de las Casas Redituantes se realizan exposiciones artísticas. 
Un lote vacío que funciona como estacionamiento al aire libre marca el lugar en donde se encontraba la Facultad de Ingeniería. Sobre este terreno se proyecta en 2011 la nueva sede de la Comisión Nacional de Museos y Monumentos y Lugares Históricos (CNM) y el Centro Nacional del Patrimonio (CNP) con diversas entidades menores dedicadas a esta área. Un concurso de anteproyectos fue realizado por el Ministerio de Planificación nacional y la Sociedad Central de Arquitectos, y el primer premio fue entregado a la propuesta de los arquitectos Pablo Pschepiurca, María Hojman, Rodrigo Grassi, Enrique Speroni, Gabriel Martínez y Juan Martín Flores. El nuevo edificio permitiría el traslado de la CNM de su ubicación actual, en el patio trasero del Cabildo de Buenos Aires, en donde opera en instalaciones reducidas desde 1940.
Los arquitectos proponen una fachada discreta de hormigón rústico que no rompe la armonía de las antiguas fachadas virreinales, detrás de la cual se encontrará un edificio vidriado que no tocará las antiguas paredes medianeras de ladrillo artesanal de los edificios existentes, dejándolas a la vista y permitiendo un fuerte contraste entre los materiales actuales y los antiguos. Emplazando dos edificios, uno sobre la fachada a la calle Perú y otro sobre el fondo del lote, se generaría un patio interno generoso, una característica que comparten los edificios de la Procuraduría y la Sala de Representantes, y que permitiría la conexión interior con ambos. Por último, desde el patio central se construirá una rampa descendente conduciendo hacia los túneles virreinales.

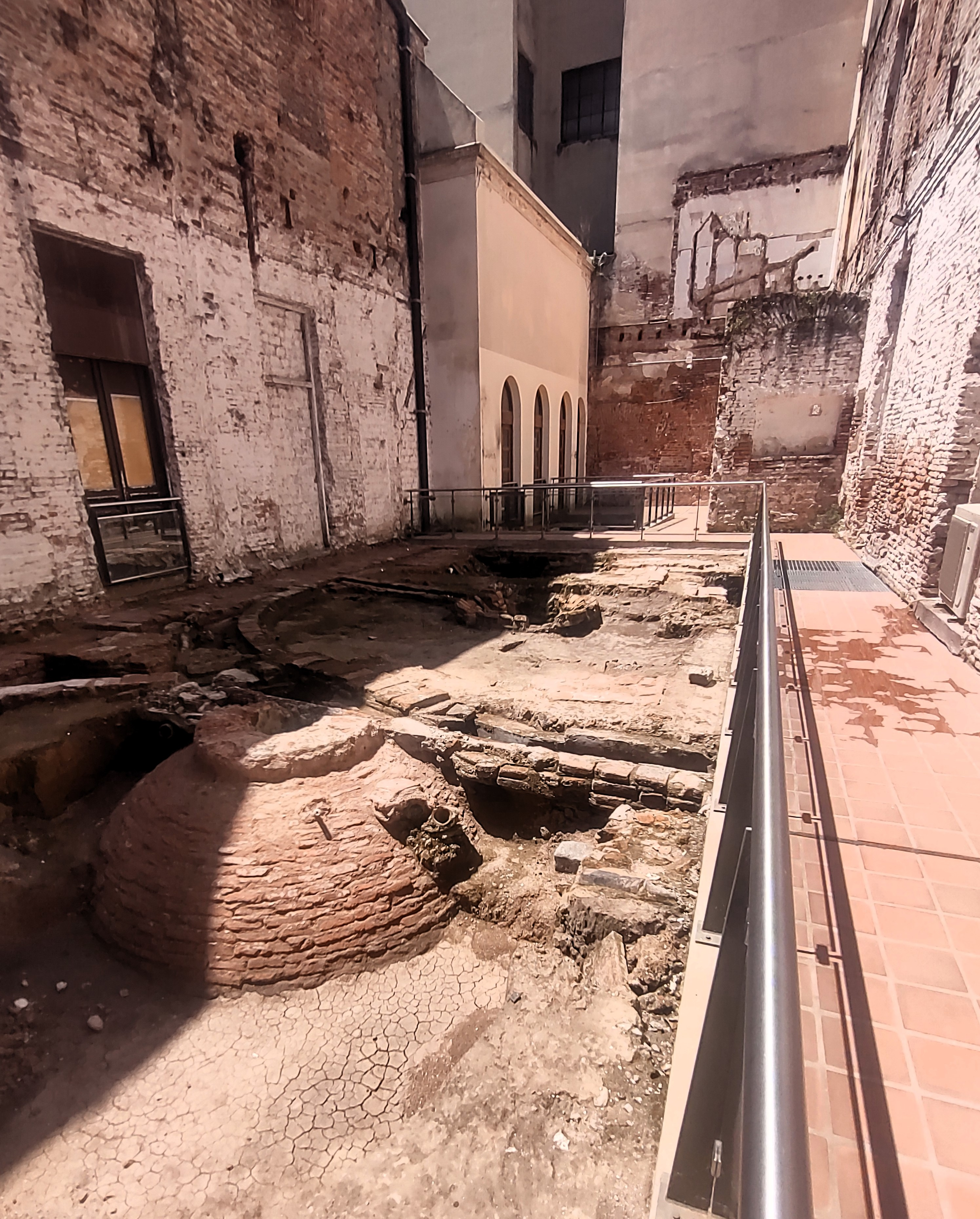
Patio Arqueológico

- Patio arqueológico: En junio del 2023 se produjo un hallazgo arqueológico inesperado en el patio de la Manzana de las Luces durante una obra de restauración del edificio histórico dado que se encontraron construcciones sanitarias de los siglos XVIII y XIX, además de restos de vajilla y objetos.[5]
Se trata de estructuras subterráneas del siglo XVIII y XIX que incluyen sistemas de abastecimiento de agua y cloacas vinculados a una casa de alquiler y a la antigua Universidad de Buenos Aires. De las cinco estructuras halladas, dos ya habían sido identificadas en los años 80 sin excavación, y tres se descubrieron más recientemente. Entre los hallazgos se destaca un aljibe del siglo XVIII, uno de los más antiguos de la ciudad, y un sistema cloacal con pozos ciegos, canales, sumideros y desagües. También fue encontrado intacto un pozo ciego del siglo XIX cuyo interior fue explorado con una cámara introducida por un canal.[6]